# Comuna Lîpneajka, Dobrovelîcikivka
Lîpneajka (în ucraineană Липняжка) este o comună în raionul Dobrovelîcikivka, regiunea Kirovohrad, Ucraina, formată din satele Lîpneajka (reședința), Vodeane și Volodîmîrivka.

## Demografie
Componența lingvistică a comunei Lîpneajka
     Ucraineană (96,2%)
     Rusă (2,56%)
     Alte limbi (0,83%)
Conform recensământului din 2001, majoritatea populației comunei Lîpneajka era vorbitoare de ucraineană (96,2%), existând în minoritate și vorbitori de rusă (2,56%).